# Конклинг, Роскоу
Роскоу Конклинг (англ. Roscoe Conkling; 30 октября 1829, Олбани — 18 апреля 1888, Манхэттен, Нью-Йорк) — американский адвокат и политический деятель.

## Биография
Был сыном Альфреда Конклинга (1789—1874), члена Конгресса Нью-Йорка в 1821—1823 годах, судьи Федерального округа в 1825—1852 годах и американского посла в Мексике в 1852—1853 годах. В 1850 году Роскоу Конклинг получил адвокатскую практику в Ютике (Нью-Йорк), в том же году был назначен прокурором округа Онайда и в скором времени стал успешным и довольно известным адвокатом.
Поддерживая сначала американских вигов, он вступил в Республиканскую партию, когда она начала создаваться, и был представлял республиканцев в Конгрессе с 1859 до 1863 года. Он отказался поддерживать финансовую политику своей партии в 1862 году и произнёс ставшую известной речь против принятия закона о законных платёжных средствах, который обеспечил появление первых государственных банкнот (до этого в обороте были частные деньги), являвшихся обязательством правительства страны, сумма которых подлежала установленному Конгрессом ограничению. В противодействии этому закону к нему присоединился его брат, Фредерик Август Конклинг (1816—1891), в то время также член Конгресса от республиканцев.
В 1863 году Конглинг возобновил свою адвокатскую практику, а в апреле 1865 года был назначен военным министром специальным военным прокурором, чтобы расследовать предполагаемые мошенничества в службе рекрутирования в западном Нью-Йорке. Он вновь был членом Конгресса с декабря 1865 до 1867 года, после чего вошёл в состав Сената. После Гражданской войны Конглинг присоединился к радикальному крылу его партии, был членом объединённого комитета, который подготовил в общих чертах план Конгресса по Реконструкции последних штатов бывшей Конфедерации и участвовал в подготовке импичмента президента Джонсона. Во время президентства Гранта он был членом сенаторского кружка, который влиял на большую часть президентской политики, и в 1873 году Грант убеждал Роскоу принять назначение на должность председателем Верховного суда, но он отказался. На съезде Республиканской партии 1876 года Конклинг добивался выдвижения на президентство и после спорных выборов этого года принял видное участие в создании и обеспечении принятия законопроекта, создающего избирательную комиссию. В 1880 году он, будучи одним из лидеров республиканской фракции «Стойкие», которое поддерживало политику Реконструкции президента Гранта и выступало против реформы государственной службы, пытался добиться выдвижения Гранта на третий президентский срок, но проиграл. 
С преемниками Гранта, Хейзом и Гарфилдом, его отношения были сложными; будучи противником реформы государственной службы, он вступил в конфликт с президентом Хейзом по поводу отставки Честера Артура и других федеральных государственных служащих в Нью-Йорке; когда в 1881 году президент Гарфилд, не консультируясь с ним, назначил Уильяма Робертсона, политического противника Конклинга, начальником порта Нью-Йорка, а Сенатом это назначение было подтверждено, несмотря на противодействие Конклинга, он и его союзник, сенатор от Нью-Йорка Томас Платт, оставили свои места в Сенате и добивались переизбрания, будучи уверенными в поддержке законодательного органа штата (сенаторы в то время избирались подобными органами). Потерпев неудачу, Конклинг возобновил адвокатскую практику в Нью-Йорке, снова потерпев неудачу в 1882 году в попытке стать членом Верховного суда, и участвовал во многих громких процессах того времени.
В политической деятельности Конклинг, по воспоминаниям современников, всегда привлекал общее внимание своими способностями, своей увлечённостью и красноречием в дебатах, агрессивным лидерством и ярко выраженной индивидуальностью. Но, несмотря на напряжённую работу в Конгрессе, он не был создателем каких-либо важных законопроектов, а эффективность его работы как законодателя, как считают, очень ослабила его личная враждебность по отношению ко многим людям, особенно к Джеймсу Г. Блейну, также республиканскому сенатору.
Был известен связями с замужними женщинами. Умер от травмы при падении, когда поскользнулся во время так называемой Великой метели 1888 года (март—апрель 1888 года).